# Джек Девід Фішер
Джек Девід Фішер (англ. Jack David Fischer; народ. 23 січня 1974, Луісвілл, округ Боулдер, штат Колорадо, США) — американський астронавт, військовий льотчик. Полковник ВПС США.
Здійснив один космічний політ. Стартував 20 квітня 2017 року в якості бортінженера екіпажу транспортного пілотованого корабля «Союз МС-04» і бортінженера екіпажу Міжнародної космічної станції за програмою МКС-51/52 основних космічних експедицій. Приземлився 3 вересня 2017 року.

## Біографія
Джек Девід Фішер народився 23 січня 1974 року в місті Луїсвілл, округ Боулдер, штат Колорадо, США) в сім'ї Гарі і ДжоБелл Фішер.

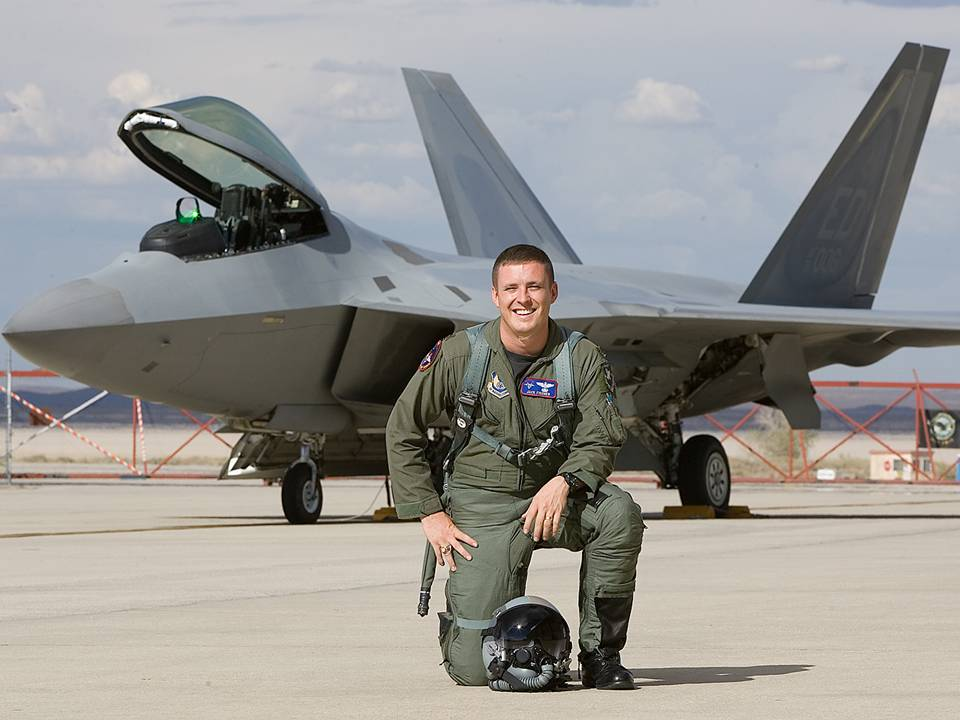
Полковник Джек Д. Фішер

У 1992 році закінчив середню школу Центаурус (англ. Centaurus High School) у місті Лафайєтт (штат Колорадо) і вступив до Академії ВПС США, яку з відзнакою закінчив у 1996 році і отримав диплом бакалавра наук в області космічного машинобудування. 1998 року закінчив Массачусетський технологічний інститут у Кембриджі (штат Массачусетс) і здобув ступінь магістра наук в області аеронавтики і астронавтики.
Проходив навчання пілотування літака F-15E «Страйк Ігл» на базі ВПС «Сеймур-Джонсон» у Північній Кароліні, потім призначений оперативним пілотом у 391-у винищувальну ескадрилью ВПС США. Фішер брав участь у бойових діях у Південно-Західній Азії, у військових операціях «Непохитна свобода» в Афганістані й «Південний годинник» в Іраку.
У червні 2004 року закінчив школу льотчиків-випробувачів на авіабазі ВПС США Едвардс. Брав участь у випробуванні різних літаків, у тому числі винищувача F-22 «Рептор». Загальний наліт понад 3000 годин на більш ніж 45 різних типах літаків. Служив у 411-й льотно-випробувальній ескадрильї на авіабазі Едвардс у Каліфорнії. 2008 року йому присвоєно військове звання майор, у 2011 році — підполковник ВПС США, а пізніше — звання полковник. Льотчик 1 класу.
До моменту проведення відбору проходив стажування в області стратегії застосування ВПС при Об'єднаному комітеті начальників штабів в Пентагоні.

## Космічна підготовка
29 червня 2009 року був зарахований у загін астронавтів НАСА у складі 20-го набору НАСА в якості кандидата в астронавти. Дворічний курс загальнокосмічної підготовки закінчив у липні 2011 року, отримав кваліфікацію космонавта і призначення у відділення міжнародної космічної станції і корабля Союз Відділу астронавтів.
З 15 по 28 вересня 2013 року на острові Сардинія (Італія) брав участь у тренуваннях «на виживання» в печерах з метою набуття навичок роботи в команді в екстремальних умовах разом з астронавтами Барраттом, Джеремі Хансеном, Паоло Несполі, Сатосі Фурукава і космонавтом Олексієм Овчиніним
З березня 2015 року по листопад 2016 року проходив підготовку в складі дублюючого екіпажу МКС-50/51 в якості бортінженера ТПК «Союз МС-03». 10 березня 2015 року призначений бортінженером екіпажу МКС-52/53, старт якого запланований у травні 2017 року на пілотованому транспортному кораблі «Союз МС-05». 25 червня 2015 року розпочав підготовку у Центрі підготовки космонавтів імені Ю. А. Гагаріна у складі основного екіпажу МКС-52/53 разом з командиром екіпажу космонавтом Федором Юрчихіним і бортінженером астронавтом Паоло Несполі.
У жовтні 2016 року, у зв'язку зі скороченням чисельного складу російських космонавтів екіпажів МКС до двох осіб Міжвідомча комісія Держкорпорації «РОСКОСМОС» затвердила склади основних та дублюючих екіпажів тривалих експедицій (МКС-51/52, 52/53, 53/54, 54/55) до Міжнародної космічної станції в 2017 році. До польоту на ТПК «Союз МС-04» готувалися дві людини: космонавт Федір Юрчихін (командир) і астронавт Джек Фішер (бортінженер), які планувалися до польоту на ТПК «Союз МС-05» у травні 2017 року. Третє місце члена екіпажу зайняв вантажний контейнер.

## Космічний політ
Стартував 20 квітня 2017 року о 10:13 мск з «Гагарінського старту>» космодрому Байконур в якості бортінженера екіпажу космічного корабля «Союз МС-04» (позивний — Олімп) і бортінженера екіпажу Міжнародної космічної станції за програмою МКС-51/52 основних космічних експедицій.

## Нагороди
Міністерства оборони США:
- дві медалі «За досягнення в службі»;
- вісім медалей «За авіаційні досягнення»;
- чотири авіаційні медалі;
- медаль «За участь у бойових діях»;
- дві нагороди НАСА «За видатні досягнення».

## Захоплення
Фішер веде активний спосіб життя. Любить проводити час із сім'єю, відпочивати на природі, подорожувати.

## Родина
Джек Фішер одружений з Елізабет Фішер (до шлюбу Сімонсон). У сім'ї дві дочки: Сара і Бетані.

## Цікавий факт
Став 550-м землянином у космосі.